# Kukhö
A Kukhö (hangul: 국회, handzsa: 國會, RR: Gukhoe, ’államgyűlés’) Dél-Korea egykamarás törvényhozói szerve.
A legutóbbi választások 2016-ban voltak, április 13-án iktatták be a 19. választási ciklust. A testület 300 képviselőből áll, elnöke 2014 májusa óta Csong Ihva (Chung Ui-hwa).
Az első választásokat ENSZ-megfigyelők jelenlétében tartották, 1948. május 10-én.
Az első Koreai Köztársaság alapjait azon év július 17-én jegyezték le, Li Szin Man (Syngman Rhee-)t választották első államfőnek.
Az első dél-koreai alkotmány alapján a Kukhö (Gukhoe) egykamarás volt. A második és harmadik alkotmány két részre osztotta: Népgyűlésre (민의원, 民議院; Minivon (Min-uiwon)) és Szenátusra (참의원, 參議院; Cshamivon (Cham-uiwon)), de valójában ez csak látszatintézkedés volt, ugyanis a Népgyűlés valódi hatalommal nem rendelkezett.
1963-ban ismét egykamarás lett.

## Jelenlegi felállása

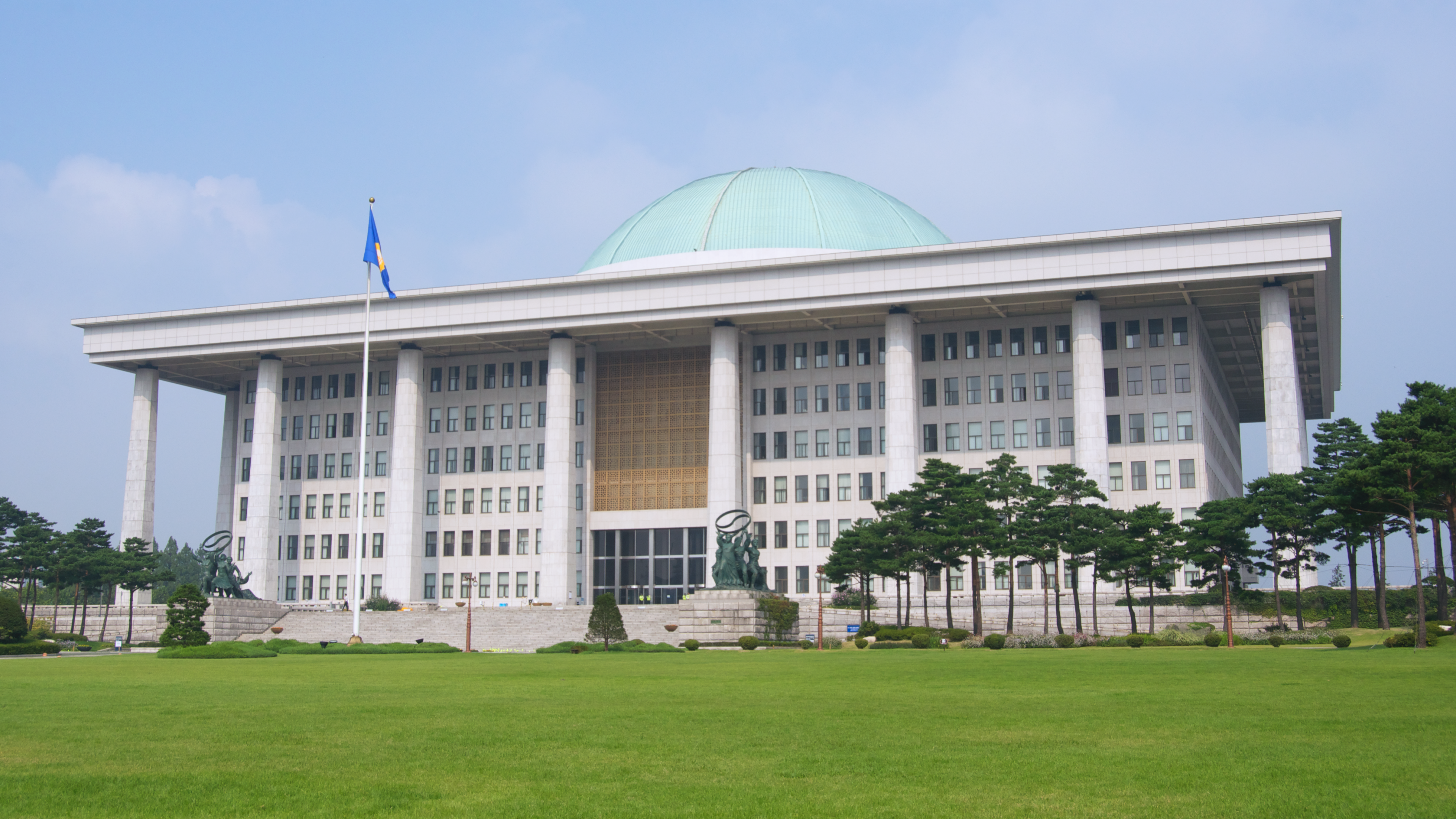
Épülete Szöulban

| Frakció                 | Frakcióvezető              | Mandátumok | Mandátumok | %      |
| ----------------------- | -------------------------- | ---------- | ---------- | ------ |
| Polgári Erő Pártja      | Kim Gihun (Kim Gi-hyeon)   | 110        | 110        | 36.7   |
| Demokratikus Összefogás | Jun Hodzsung (Yun Ho-jung) | 172        | 172        | 58.3   |
| Igazság Párt            | Igazság Párt               | 6          | 6          | 2.0    |
| Néppárt                 | Néppárt                    | 3          | 3          | 1.0    |
| Alapjövedelem Párt      | Alapjövedelem Párt         | 1          | 1          | 0.3    |
| Korszakváltás Párt      | Korszakváltás Párt         | 1          | 1          | 0.3    |
| Függetlenek             | Függetlenek                | 7          | 7          | 2.3    |
| Összesen                | Összesen                   | 300        |            | 100,0% |